# Stedenbuurt
De Stedenbuurt is een buurt in de Haarlemse wijk Europawijk in stadsdeel Schalkwijk. In deze buurt zijn de namen van de straten en lanen vernoemd naar steden in Europa, zoals; Laan van Angers, Laan van Osnabruck, Laan van Parijs, Laan van Berlijn, Moskoustraat, Vilniusstraat en Kopenhagenstraat.
De buurt is voor statistische doeleinden gesplitst in een Stedenbuurt-west en Stedenbuurt-oost. West kent zo'n 2.655 inwoners en Oost zo'n 2.246 inwoners. De buurten worden in het noorden begrensd door de Italiëlaan, in het oosten en zuiden door de Europaweg en in het westen door het Engelandpark. De grens tussen de twee buurten wordt bepaald door de Laan van Angers.